# Поджомарино
Поджомарѝно (на италиански: Poggiomarino) е град и община в Южна Италия, провинция Неапол, регион Кампания. Разположен е на 26 m надморска височина. Населението на общината е 21 353 души (към 2010 г.).